# قلعه دهنه شارو
قلعه دهنه شارو مربوط به دوره صفوی است و در شهرستان داورزن، روستای صدخرو واقع شده و این اثر در تاریخ ۱۶ اسفند ۱۳۸۴ با شمارهٔ ثبت ۱۴۳۲۲ به‌عنوان یکی از آثار ملی ایران به ثبت رسیده‌است.